# Siskelisaari
Siskelisaari är en ö i Finland. Den ligger i sjön Siskelijärvi och i kommunen Salla i den ekonomiska regionen  Östra Lapplands ekonomiska region  och landskapet Lappland, i den norra delen av landet, 700 km norr om huvudstaden Helsingfors. Öns area är 1,6 hektar och dess största längd är 190 meter i sydöst-nordvästlig riktning.